# Rruga e Arbërit

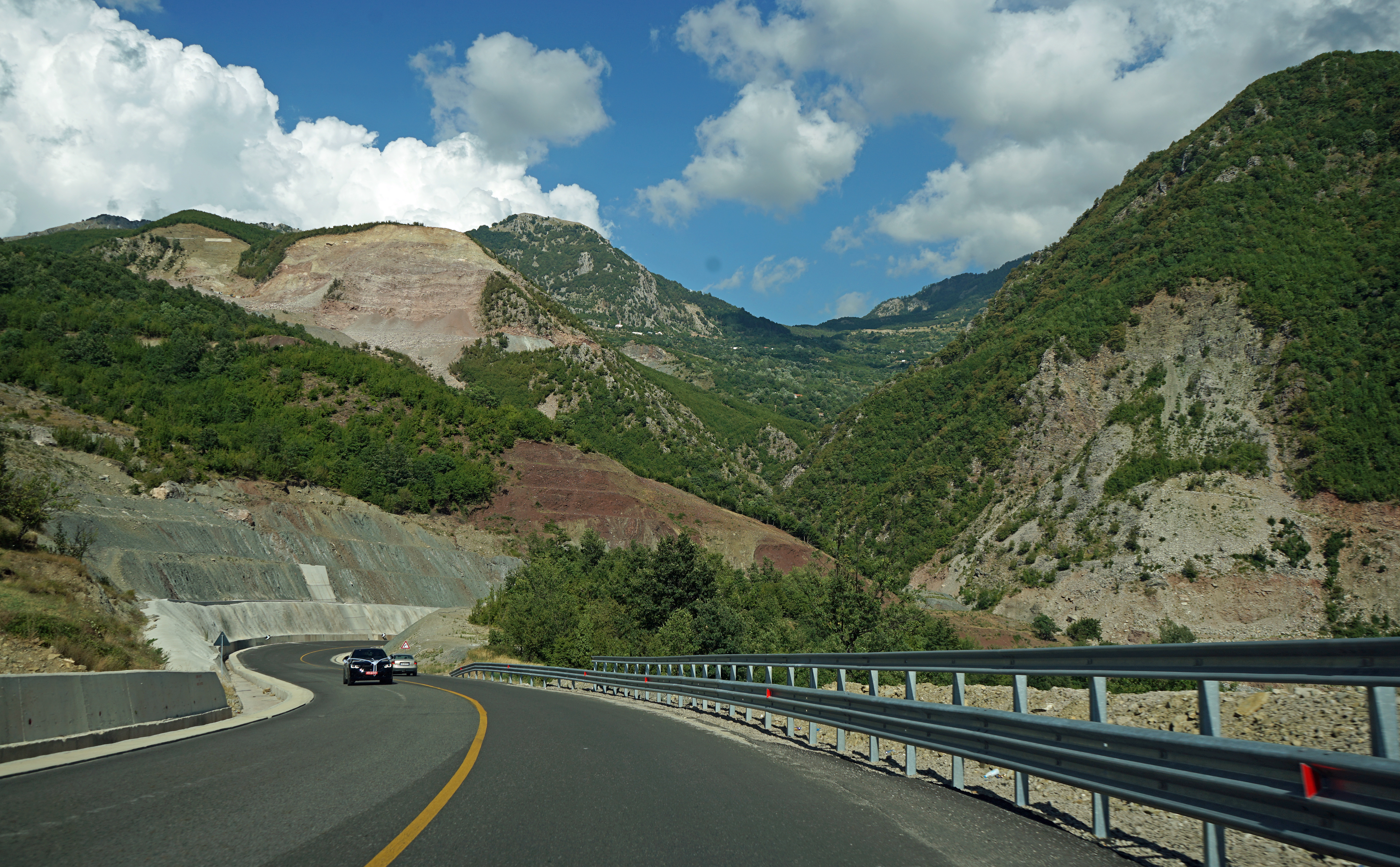
Die Straße an der Westseite zum Pass Qafa e Murizës – der Pass im Hintergrund

Die Rruga e Arbërit (auch Rruga e Arbrit) ist eine Nationalstraße in Albanien, die Hauptstadt Tirana auf direktem Weg mit der Region Dibra in Ostalbanien verbindet und deren Kernstück 2021 provisorisch eröffnet wurde.

Die gut ausgebaute zweispurige Schnellstraße (superstradë) entlang der Strecke Tirana – Bulqiza – Maqellara fällt im Vergleich zur alten Fernverbindung über Milot um 100 Kilometer kürzer aus. Obwohl auch Projektentwürfe für eine Autobahn vorlagen, wurde ein solcher Bau verworfen, da die relativ niedrige Verkehrsauslastung die hohen Kosten nicht rechtfertigen würde. Mehrere Tunnel und hohe Brücken stellten die Erbauer vor große Herausforderungen. Im November 2021 wurde das Kernstück provisorisch eröffnet, im Mai 2023 auch das Teilstücks Klos (Ura e Vashës) – Bulqiza und im März der Scheiteltunnel dem Verkehr übergeben. Der Ausbau der Anschlussstrecke nach Peshkopia war 2025 noch im Gange.

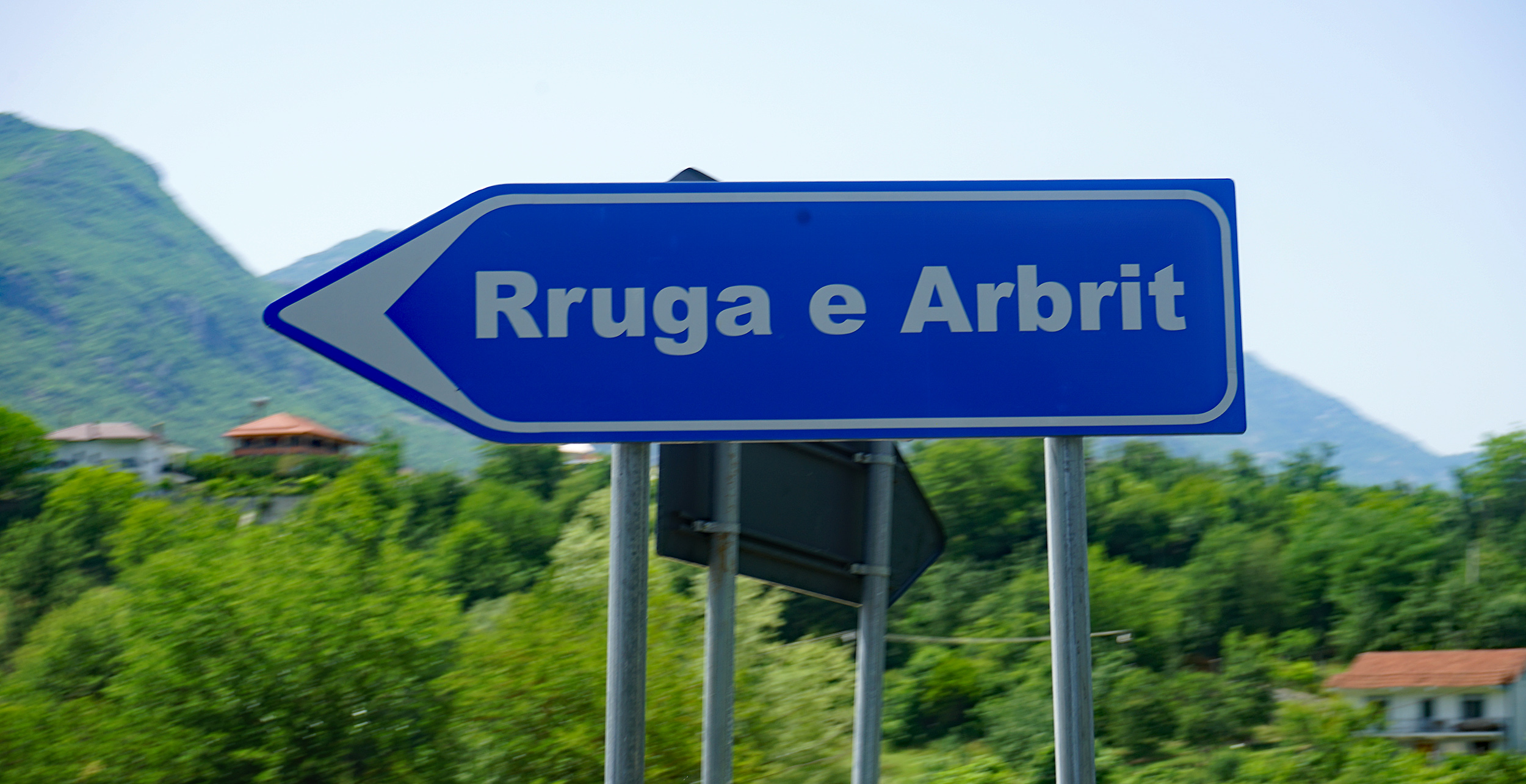
Die Straße als Ziel: Richtungshinweis

Die 69 Kilometer lange Strecke verkürzt einerseits die Dauer der Fahrt zwischen Tirana und Dibra sowie Skopje, andererseits soll sie den nordmazedonischen Absatzmarkt via Durrës mit Italien verbinden. 2018 wurden die Gesamtkosten auf 250 Mio. Euro angegeben (dies entspricht pro Kilometer rund 3,6 Mio. Euro).

## Historische Rruga e Arbërit

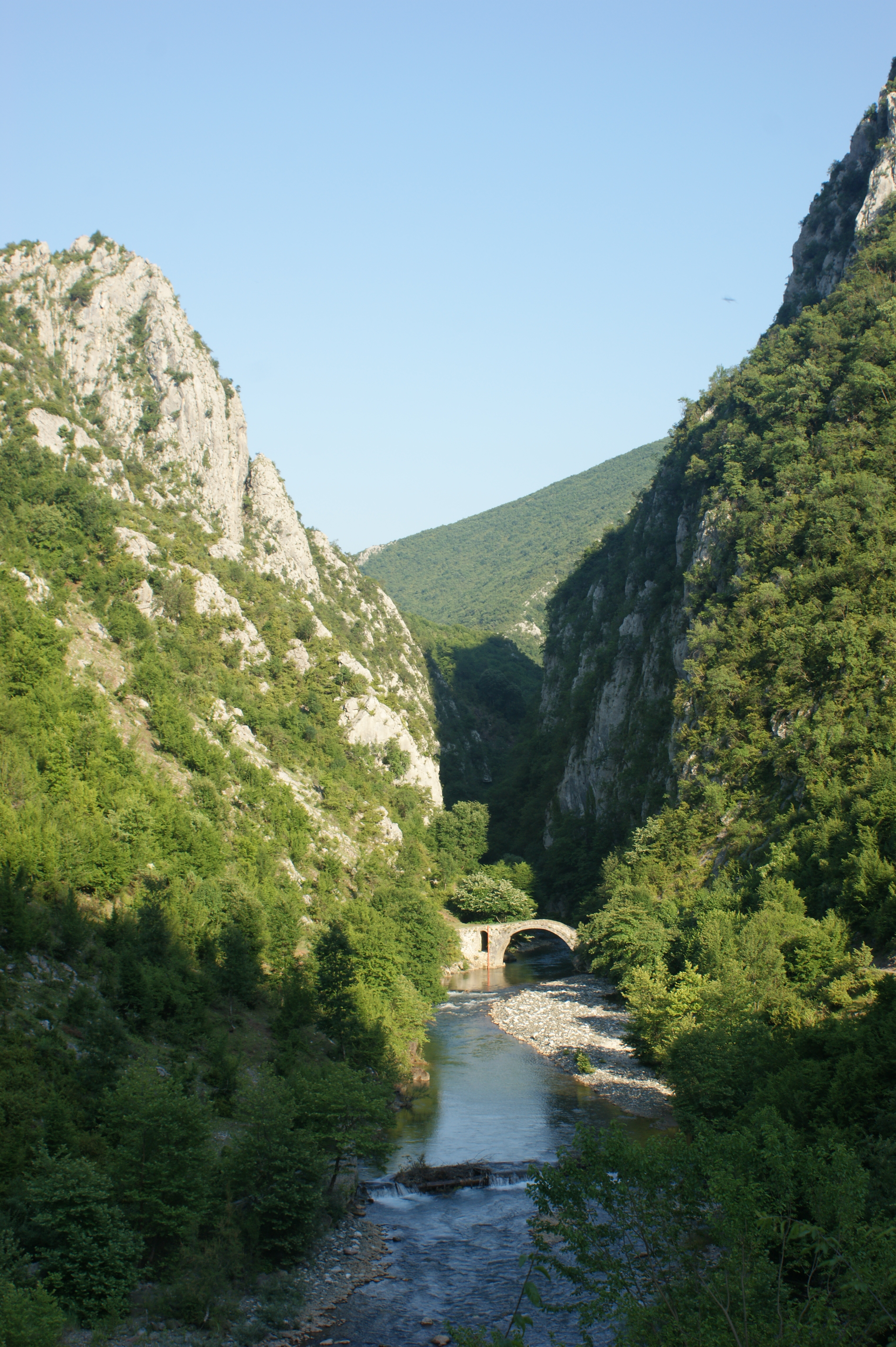
Die historische Ura e Vashës in der Mat-Schlucht, die von einer 150 Meter hohen neuen Brücke überspannt wird.

Arbër ist eine historische Bezeichnung für die Albaner – Rruga e Arbërit bedeutet somit in etwa die Straße der Albaner.
Rruga e Arbërit war früher der Name eines Karawanenweges, der Durrës am Adriatischen Meer über Tirana mit dem gebirgigen Hinterland von Dibra verband. Wie das aktuelle Straßenprojekt führte er durch die gleichen Täler und über die gleichen Pässe. Der Karawanenweg war bis in die 1930er Jahre  die Hauptverbindung nach Ostalbanien. Erst zu dieser Zeit entstanden Autostraßen wie die Verbindung Kruja–Burrel und die Fortsetzung nach Dibra. Die neuen Landstraßen queren das Skanderbeggebirge weiter nördlich, was mit langen Umwegen verbunden war.
In Herbert Louis’ Landeskunde Albaniens findet sich eine ausführliche Beschreibung der Route.

„Wohl keine Route dürfte so geeignet sein, in das nördliche Inneralbanien Einblick zu geben, wie die Straße, d. h. der Karawanenweg von Tirana über Pazar i Matit nach Dibra. […]
Die Dibrastraße quert auf 20 km Horizontalentfernung drei hohe Gebirgsketten, sie muß mehrfach auf- und absteigen und einen Sattel von 1250 m Höhe überwinden. Dann erst erreicht sie das Becken der Matja.“

Zeugen der alten Straßen sind die vier unter Denkmalschutz stehenden alten Steinbrücken: Die Ura e Brrarit, heute am östlichen Stadtrand von Tirana, überquert mit einem rund 20 Meter weiten Bogen den in einem tiefen Einschnitt verlaufenden Tirana-Fluss. Die Ura e vogël të gurra e kodrës bei Xibra und die Ura e Guri të Hoxhës bei Guri i Bardhë sind kleinere Brücken über die Bäche auf der Ostseite des Muriza-Passes. Die Ura e Vashës quert den Mat südlich von Klos in einem abgeschiedenen Abschnitt.

## Streckenverlauf

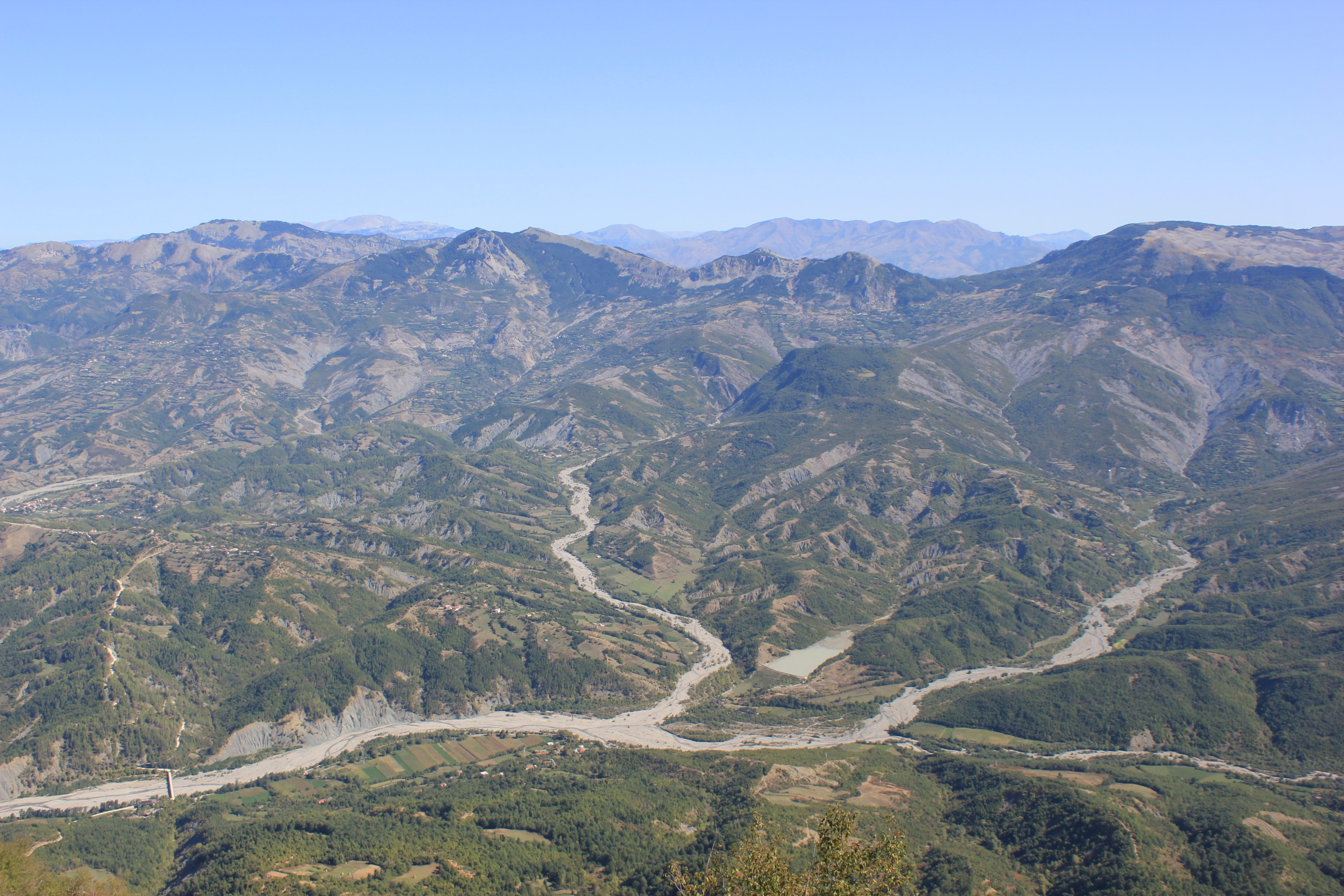
Nationalpark Dajti mit Qafa e Murizës rechts der Mitte

| Tirana |

| Maqellara |

| Bulqiza |

| Qafa e Murizës |

| Griechenland |

| Kosovo |

| Nord- mazedonien |

| Italien |

| Adria |

Die Strecke verläuft in einem ersten Abschnitt von der Küstenebene am nordöstlichen Stadtrand von Tirana über das Skanderbeggebirge in die Region Mat bei Klos. Die ersten Kilometer am Stadtrand sind als SH 61 ausgeschildert.
Dieser Teil führt durch mehrheitlich kaum oder gänzlich unerschlossene Berglandschaft. Zuerst wird nordöstlich von Tirana die Schlucht von Tujan passiert, die sich nördlich des Dajti in die Gebirgskette einschneidet. Hier wurde ein rund 70 Meter langer Tunnel errichtet.
Von Zall-Dajt wurde im Nationalpark Dajti eine komplett neue Trasse angelegt, die in mehreren Kehren zu einem Scheiteltunnel auf fast 850 m ü. A. Höhe führt, der den Pass Qafa e Murizës (ca. 1250 m ü. A.) in zwei Röhren unterquert. Die Hauptröhre des Murriza-Tunnels (Tuneli i Murrizit) ist 3789 Meter lang, die kleinere Röhre mit 3781 Metern Länge dient dem Unterhalt und für Notfälle. Es gibt sechs, nach anderen Quellen elf Verbindungsstollen; auch die Tunnellänge wurde bei der Eröffnung deutlich länger angegeben als bei der ursprünglichen Planung. Wegen Verzögerungen beim Tunnelbau wurde zusätzlich eine neue, schmale Straße über den Pass errichtet.

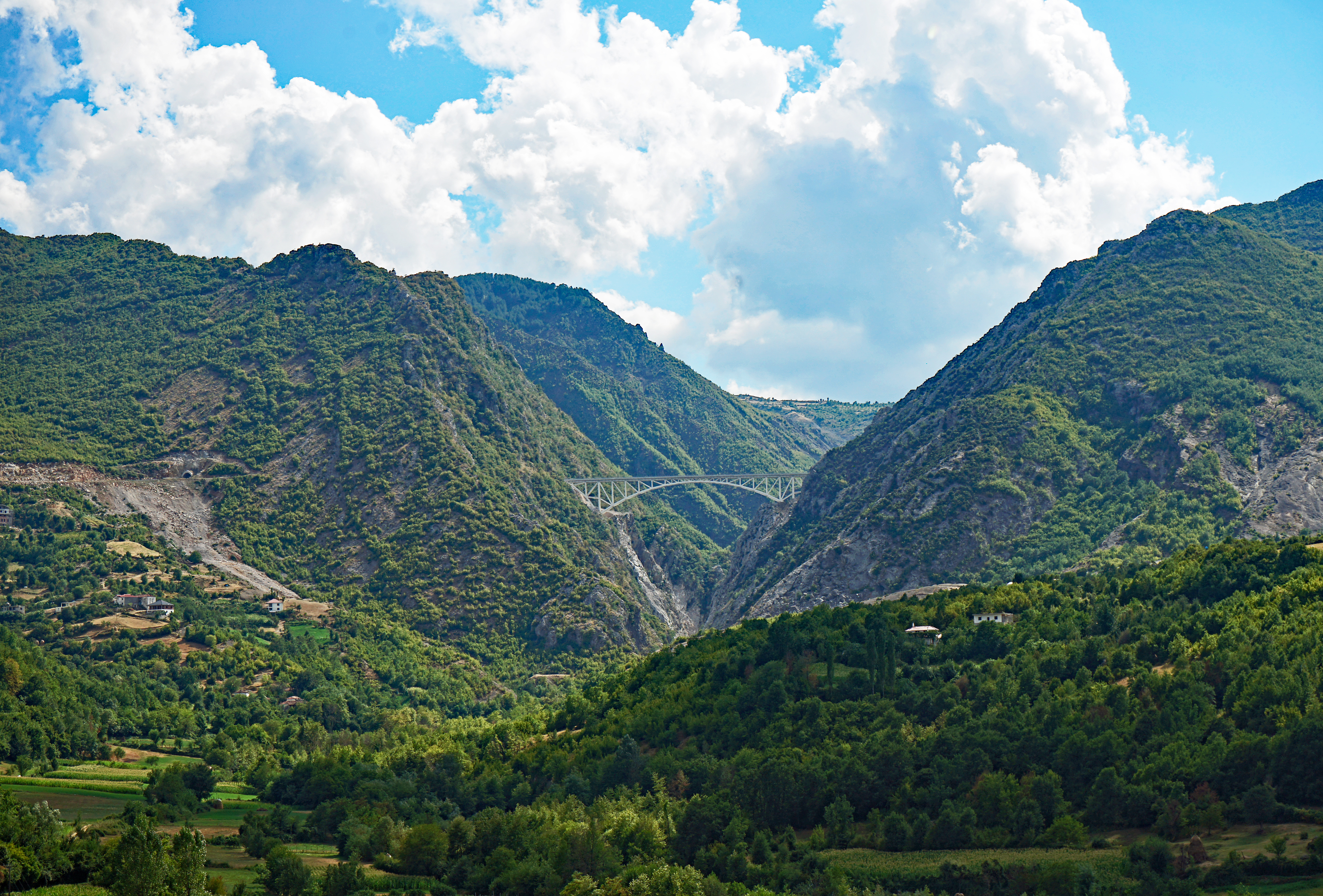
Ura e Fshatit beim Dorf Fshat über die Schlucht des Xibra-Bachs

Östlich des Tunnels führt die Strecke zu den abgelegenen Dörfern Xibra und Gur i Bardhë (ca. 900 m ü. A.) und weiter hinunter zum Fluss Mat. Im sehr steilen, verfurchten Gelände sind mehrere kurze Tunnel von 297, 477 und 366 Metern Länge notwendig. Der Bach von Xibra wird in einer Schlucht zwischen den Portalen zweier dieser Tunnel auf einer 250 Meter langen und 158 Meter hohen Brücke gequert.
An der Kreuzung mit der Straße Klos–Xibra endet zwischen November 2021 und Mai 2023 die Straße – eine provisorische Verbindung durch das Dorf Fshat führt hinunter zum Fluss Mat bei Klos, wo Anschluss an die SH 6 und die Region Mat besteht. Das folgende Teilstück bis Bulqiza wurde im Mai 2023 dem Verkehr übergeben:

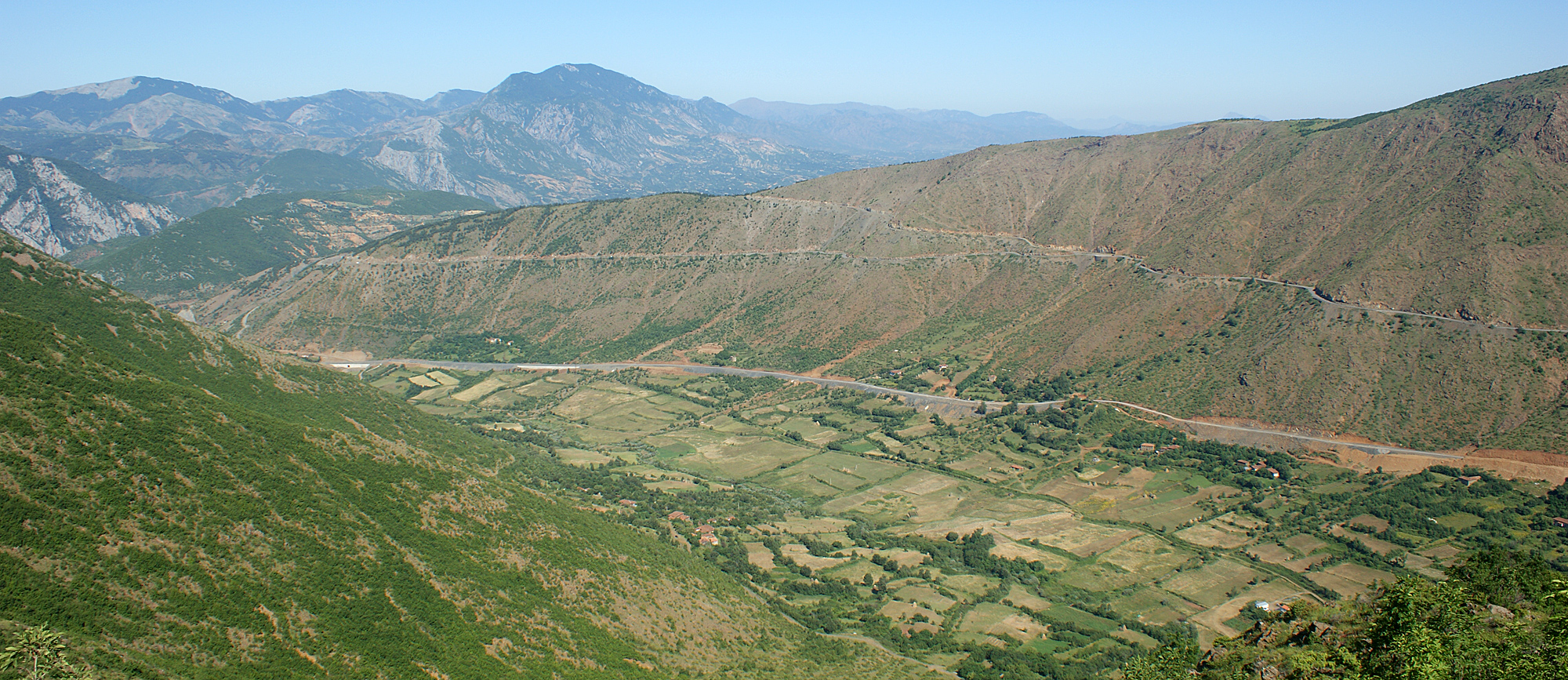
Neubaustrecke in der Ebene Plan i Bardhë

Nach einem weiteren Tunnel (500 Meter) wird der Mat bei der osmanischen Steinbogenbrücke Ura e Vashës mittels einer 152 Meter hohen und 280 Meter langen Brücke überquert. Auf der Ostseite der Brücke schließt sich gleich ein weiterer kurzer Tunnel (ca. 330 Meter) an. Aus dem engen Mat-Tal geht es in einem zweiten Abschnitt nach Bulqiza: Von der Ura e Vashës steigt die Strecke zur Ebene Plani i Bardhë auf. An deren östlichen Ende wird der Pass Qafa e Buallit (842 m ü. A.) in einem 465 Meter langen Tunnel unterquert. Eine Rampe führt vom Pass in die Ebene bei Bulqiza hinunter.
Das letzte Stück führt von Bulqiza zum Drin. Die Straße passiert Bulqiza und vereinigt sich östlich des Städtchens mit der SH 6. Sie folgt deren Verlauf bis kurz vor Shupenca. Dort überquert sie den Fluss Zall i Bulqizës bei der Brücke von Çerenec auf einer neuen, 150 Meter langen Brücke für einen rund neun Kilometer lange neuen Streckenverlauf. Dieser folgt dem Fluss Zall an seinem südlichen Ufer bis zum Drin. Diesen überquert die Rruga e Arbërit auf einer 292 Meter langen neuen Brücke. Von dort führt sie nach Maqellara, wo sich auch ein Grenzübergang nach Debar in Nordmazedonien befindet. In Nordmazedonien soll die Straße fortgesetzt werden. Von Maqellara besteht über die SH6 zudem Anschluss nach Norden nach Peshkopia.

## Baugeschichte

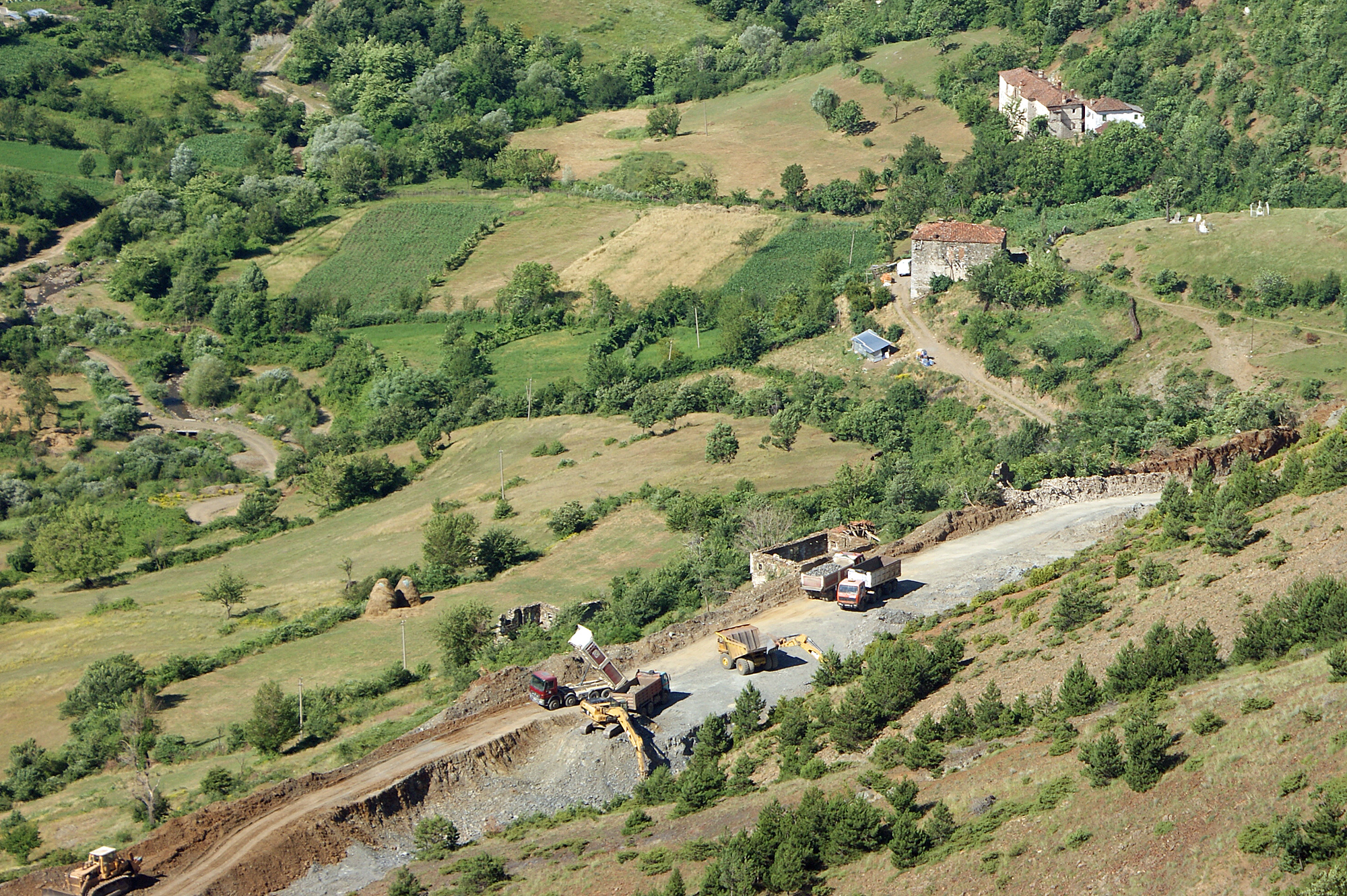
Bauarbeiten zwischen Klos und Bulqiza im Juni 2011

Die Planung für die neue Strecke geht auf das Jahr 2008 zurück. Bis ins Jahr 2011 wurden bereits 20 Kilometer östlich von Bulqiza bis zur Ura e Çerenecit erneuert und abgeschlossen. Westlich von Bulqiza und am Tunnel unter dem Qafa e Buallit wurde bereits 2011 gebaut, ohne dass diese Straßenstücke dem Verkehr übergeben wurden. So waren im Herbst 2017 rund 15 Kilometer teilweise fertiggestellt.
Das Bauprojekt wurde in der Folge wegen unklarer Finanzierung unterbrochen und redimensioniert. Lange wurde mit einer chinesischen Firma über die Konzession verhandelt. Die Verhandlungen platzten schlussendlich und das Projekt wurde neu ausgeschrieben. Im Frühling 2017 wurde der Gewinner der Ausschreibung bekanntgegeben. Der Westteil der Rruga e Arbërit wird nun von der albanischen Firma Gjoka Konstruksion erbaut, die dann auch den Tunnel betreiben und die Tunnelmaut erheben wird. Pro Tag wurde mit 3690 Fahrzeugen gerechnet. Die Tunnelmaut sollte € 4 betragen.

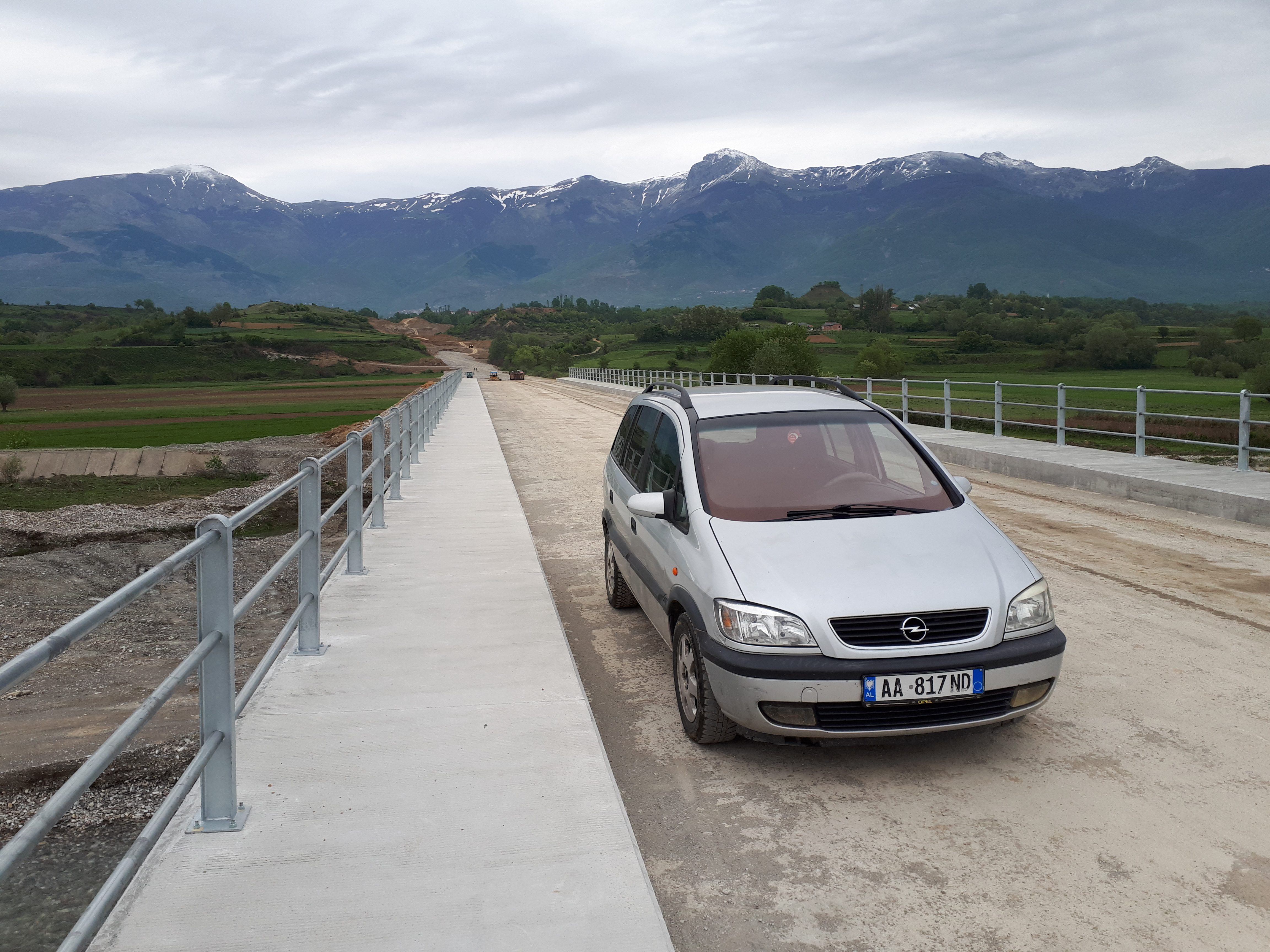
Neue Brücke über den Drin (2019)

Die Bauarbeiten sollten bis Anfang 2021 abgeschlossen sein – eine weitere, nicht eingehaltene Frist. Im Jahr 2018 waren an verschiedenen Streckenabschnitten die Arbeiten wieder in vollem Gange. An allen Tunneln und den großen Brücken über den Mat, den Drin und den Zall i Bulqizës wurde gebaut. von den acht Kilometern Tunnelröhren waren zu diesem Zeitpunkt 1550 Meter ausgebrochen. Im Sommer 2019 wurde von einem Einsturz der Tunnelröhre am Murizapass berichtet. Aufgrund der schwierigen geologischen Verhältnisse wurde in Betracht bezogen, dass die Hauptröhre allenfalls neu erstellt werden müsse.  Im Mai 2023 war die Röhre bis auf 300 Meter ausgebrochen. Da der Vortrieb aber sehr schwierig sei, wurde kein Termin für die Vollendung genannt. Erst im Dezember 2023 gelang nach 55 Monaten Bauzeit der Durchstich der Hauptröhre.
Da 2021 der Abschluss der Arbeiten am Tunnel nicht absehbar war, wurde mit dem Ausbau einer 9,5 Kilometer langen Umfahrung über den Pass begonnen.
Am 28. November 2021, dem albanischen Nationalfeiertag, wurde das Teilstück von Tirana nach Klos provisorisch dem Verkehr übergeben. Der Scheiteltunnel war noch unvollendet, so dass Verkehr bis auf Weiteres über die provisorische Passstraße geleitet wurde. Beim Dorf Fshat wurde ein Straßenstück asphaltiert, das den Anschluss zur SH 6 und nach Klos ermöglichte. Der Zustand der Ersatzverbindung über den Pass wurde am Ende des Winters, nur wenige Monate später, als sehr schlecht beurteilt.
Am 3. Mai 2023 wurde der nächste Abschnitt mit der Brücke bei Ura e Vashës, der Fortsetzung via Plan i Bardhë bis zum Qafa e Buallit und dem Tunnel dort eingeweiht. Dieses Teilstück ist rund elf Kilometer lang und reduziert die Fahrzeit deutlich. Denn dadurch entfällt der Umweg von Klos nach Bulqiza über die parallel verlaufende SH 6 (ca. 16 Kilometer), die in diesem Bereich teilweise in sehr schlechtem Zustand war und sehr kurvig ist.
Nach sechs Jahren Bauzeit wurde am 14. März 2025 auch der Murrizatunnel für den Verkehr freigegeben, wodurch die Rruga e Arbërit vollendet ist.